# Потесь

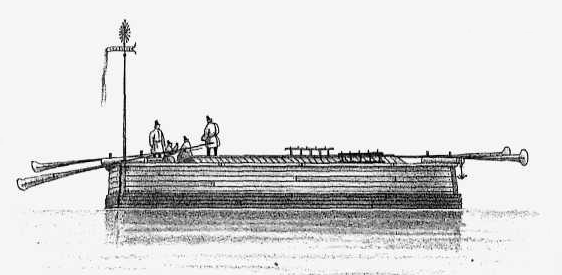
Потеси на коломенке

По́тесь — прави́льное (рулевое) весло, применявшееся до середины XIX века на барках и речных суднах барочного типа. Вытёсывается из бревна длиной 21—25 метров и навешивается на стальные штыри на носу и корме судна. Вытеснена навесными рулями. Также использовалась на плотах при сплавке леса по мелким и бурными рекам, где невозможна буксировка, и на дощаниках.

## История
Поно́сное весло изготовляется из бревна длиной 20—25 метров. В разных краях (странах) на Руси (в России) имеет и другие названия: кормило, конец, баба́йка (Волжское), слоп, слопец, лопасти́на, на́вес, копе́ц, гребо́к (Архангельщина, Северная Россия), стерно́ (Днепровщина, Южная Россия) и так далее.
Потесь навешивается с кормы и с носа барок и других речных судов барочного типа на стальных (ранее — деревянных) штырях, на крючьях, кочетах, перевесом на́ воду, для управления. На ручном конце бабайки, навешенной на железный штырь, торчал целый ряд пальцев (деревянных колышков), за которые хватаются рабочие.
Необязательная третья потесь, прикрепляемая сбоку называется заносная по́тесь. Потесь используется для управления курсом судна путём загребания в поперечном относительно курса направлении.
В XIX веке потеси как механизм управления курсом судна были вытеснены навесными рулями. В настоящее время используются на плотах при сплаве по мелким и бурным рекам.

## Виды
Имелись следующие виды бабаек:
- кормовая;
- носова́я;
- за́носная, с боку, для поворотов[3].